# Tom Courtney
Tom Courtney, właśc. Thomas William Courtney (ur. 17 sierpnia 1933 w Newark, zm. 22 sierpnia 2023 w Naples) – amerykański lekkoatleta średniodystansowiec, dwukrotny mistrz olimpijski.

## Kariera
Podczas XVI Letnich Igrzysk Olimpijskich Melbourne 1956 stoczył porywający pojedynek z Brytyjczykiem Derekiem Johnsonem w finale biegu na 800 metrów. Na 40 metrów przed metą Derek Johnson wyszedł na prowadzenie, ale Thomas Courtney go dogonił i wygrał o 0,13 s. ustanawiając nowy rekord olimpijski – 1.47,7 s. Po przebiegnięciu linii mety padł wyczerpany i ceremonię dekoracji trzeba było przesunąć o godzinę po to, aby mógł odzyskać siły. Podczas tych samych Igrzyska Thomas Courtney zdobył również złoty medal w sztafecie 4 × 400 metrów (skład:Charles Jenkins, Louis Jones, Jesse Mashburn i Thomas Courtney).
Thomas Courtney zdobył mistrzostwo Stanów Zjednoczonych (AAU) w biegu na 400 m w 1956 i w biegu na 880 jardów w 1957 i 1958 roku. Był rekordzistą świata na dystansie 880 jardów (805 m). Studiował na Fordham University i był wówczas akademickim mistrzem Stanów Zjednoczonych (National Collegiate Athletic Association) w 1955 na 880 jardów. Wystąpił w 1958 w meczu międzypaństwowym reprezentacji Stanów Zjednoczonych i reprezentacji Polski w Warszawie, gdzie przegrał na 800 m ze Zbigniewem Makomaskim.

## Rekordy życiowe
- 400 m – 45,8 s. (1956)[2]
- 800 m – 1:45,8 s. (1957)[2]